# 张钦礼
张钦礼（1927年—2004年5月7日），河南省兰考县南彰镇张庄人，1945年加入中国共产党，1954年任兰考县县长，曾与焦裕禄共事。文化大革命结束后，被开除中国共产党党籍、公职，被判刑十三年。

## 早年
父亲张元谋，母亲师华清。张元谋在第一次国共内战时期曾参加过由吴芝圃领导的濉杞太农民起义。张钦礼1943年参加中共地下党活动。1945年加入中国共产党。

## 建国后
1954年兰封、考城两县合并为兰考县时担任县长。1957年“反右”时，有几个知情者贴出大字报，揭发兰考县委组织部部长孙跃堂：孙跃堂霸占了一名现役军人的未婚妻，等这名军人从军队退伍复员回来后，孙跃堂又捏造罪名将其打入监狱。200多名干部在这张大字报上签名支持，当时的河南省委组织部部长赵文甫是负责反右运动的官员之一，他要把这些签名者全部划成右派，而张钦礼反对这样做，于是被“降级处分，内部控制使用”。1958年秋，参加河南省召开的地、县两级秋粮征购大会，他批评省委带头搞浮夸，并批评了省委第一书记吴芝圃，他随即被批斗，戴上了“右倾机会主义分子”的帽子，被撤销党内外一切职务，留党查看一年，送兰考县老君营农村接受群众监督劳动改造。在农村劳动改造期间，张钦礼住在草庵里，到农民家里吃饭，那时候村里开始闹饥荒，村民只能偷偷往外讨饭，有人开始饿死。张钦礼在1960年10月28日给周恩来总理写信，向总理反映河南的实情。信的内容大意是：“河南省委第一书记吴芝圃等省委领导压制民主，堵塞言路，不让人讲话。许多抵制浮夸风、共产风的好干部好党员横遭批斗，开除党籍；好多群众逃荒要饭，有的饿死，听说信阳的群众饿死很多，呼求总理快来救救河南人民”。写好信之后，他不敢通过邮寄的方式，决定坐火车到北京找周恩来总理。经过一番周折，1960年12月9日上午10时，周恩来在北京中南海接见了。后中央派刘建勋接替吴芝圃担任河南省委第一书记。1961年冬，刘建勋代表省委正式给张钦礼平反，恢复了县委副书记和县长的职务，补发的三年工资1246元被张钦礼全部捐给了兰考县救灾办公室。刘建勋以河南省委发文：凡在反对浮夸风中受处罚的同志，他们的问题一风吹。
1962年12月，焦裕禄调任兰考县委第二书记（当时第一书记空缺），得到了时任县委副书记张钦礼为首的一批本地干部的大力支持，焦裕禄大胆为两千多蒙冤的基层干部平反，并赞扬那些抵制浮夸风、共产风的干部，为他们恢复原职原薪、恢复党籍，有的提拔重用。当时技术员魏鉴章、朱里楚正在兰考搞农桐间作实验。由于这项科研成果适宜在沙地试验推广，所以选在兰考。由于环境非常艰苦，这两位来自南方的年轻人萌生退念。焦裕禄立即通知粮店全部供应他们大米。这在当时饥饿的年代，已经超出了厅局级干部的资格。这项研究成果大获成功，在兰考、豫东和全国部分沙地大面积推广，联合国都派官员来豫东考察。兰考有四个村子，在那个饥荒年代，支部书记带领群众寻找一切能活下来的方法，焦裕禄封他们为四杆旗（村）：“秦寨的决心”、“双杨树的道路”、“赵垛楼的干劲”、“韩村的精神”。焦裕禄组织120人的调查研究组，调查摸清了风沙、盐碱、内涝的这三种灾害的详情，制定了一整套除三害的规划。焦裕禄在兰考工作期间得到了张钦礼、卓兴隆、潘子春、蔺永沛、樊哲民（他们以后都遭受迫害）等人的鼎力相助。
焦裕禄在兰考任职的一年零四个月任期上，在针对风沙、盐碱、内涝“除三害”、帮扶困难群众生活等方面取得了很大成绩，后被树立为中国共产党优秀干部代表。1964年5月14日焦裕禄病逝后，张钦礼以副书记职务主持县委全面工作。1964年8月，河南省在豫东民权县召开全省沙区造林会议，时任兰考县委副书记张钦礼代表兰考县作典型发言，除了介绍兰考县的造林成绩和经验外，还介绍了已故县委书记焦裕禄对兰考县除“三害”作出的重大贡献和许多感人事迹。主持会议的副省长王维群提出应该很好地学习、宣传焦裕禄同志。会议结束后不久，河南省委便做出了向优秀共产党员焦裕禄学习的决定。
1965年5月，开封地委任命了县委第一书记，张钦礼继续作为副书记负责抓面上的生产工作。1966年2月7日，中央人民广播电台播发了新华社记者穆青、冯健、周原采写的《县委书记的榜样——焦裕禄》的长篇通讯，引起了极大的社会反响；该通讯中称张钦礼是焦裕禄的“亲密战友”，这也导致了张钦礼此后的政治起伏。

## 文革
1964年下半年四清运动开始了。地委派来宣传部长秦一飞任团长、周化民为副团长的四清工作队，张钦礼被清查批斗了半年多，什么问题也没有查出。1966年5月“文化大革命”开始后，兰考的四清工作团立即改为文化大革命领导小组，由副团长周化民任兰考县委第一书记。1966年9月间，县委借用来兰考串联的红卫兵的名义，向全国发出了传单：“新华社写的《县委书记的榜样——焦裕禄》是一株修正主义大毒草，理由是没有写阶级斗争。材料由张钦礼提供，他借此出名，是 '政治扒手'”。秦、周给张钦礼戴上两顶帽子：“反对无产阶级文化大革命”和 “五七年的漏网右派”，每天被拉到兰考大街上游斗数次。1967年1月29日，开封军分区介入兰考的文化大革命，当天下午1时到达，立即开始逮捕当年焦裕禄的得力助手、重用的人才、提拔的干部、在全县树立的一批先进生产队的干部、群众，甚至焦裕禄结交的农民朋友。到2月22日，共逮捕了1206人。张钦礼和县委七名常委、十个公社党委书记、四杆旗（村）的干部群众一千二百多人，全部被投入监狱；全县六千多名党员中有四千名被开除党籍。秦一飞、周化民等人马把焦裕禄纪念馆砸毁，把馆内全国捐赠的几万册书籍和宣传焦裕禄事迹的有关资料付之一炬，焦裕禄墓前的碑文涂抹得看不清字文，新华社记者的那篇通讯被列为禁书；除三害工地上的一切设备也都被砸烂。
张钦礼在狱中半年多的时间里，遭受了极大的人身摧残。1967年7月20日，周恩来在北京召集各派群众组织代表，主持解决河南问题的会议，了解到了张钦礼的处境，周恩来指示河南省军区司令员张树芝限日把张钦礼送到北京。1967年7月25日，下午一点半，周恩来在京西宾馆接见河南支左部队的军官说：“河南真正的无产阶级革命造反派，是郑州的二七公社、开封的八二四、洛阳的……”。当时河南省委第一书记刘建勋、书记处书记纪登奎首先表态支持这两个造反派组织。张钦礼支持的群众造反派组织“卫焦司令部”声明支持开封的“八二四”。
1967年张钦礼从北京回到兰考后，担任兰考县革委会主任。他首先从监狱中放出被秦、周逮捕的一千二百多名干部群众，恢复了四千名党员的党籍，整修了焦裕禄纪念馆，然后继续实施焦裕禄生前制定的除三害规划。他带领群众，用一年多时间，利用黄河水淤灌二十二万亩盐碱地为良田，奖励劳动模范和先进工作者，而这些都成了日后他的“罪行”。1971年初省委副书记王新说：张钦礼在兰考搞刘少奇的生产党，派人到兰考批斗他，然后又撤了张钦礼革委会主任的职务，把他送到信阳大别山软禁起来。张钦礼在大别山被软禁了五百四十多天。九一三事件后，王新很快被捕。
1972年6月7日，周恩来指示张树芝在三天内把张钦礼和领导修建红旗渠的林县县委书记杨贵送到北京去见他。张钦礼回到河南，继续坐镇兰考，日以继夜地带干部群众和三害斗争，在前后六年多的时间里他们的成绩是：引黄淤灌出26万亩沙荒盐碱地为良田；种植了56万亩农桐间作地（区）；建立了60个县、社工厂，填补了兰考历史上没有工业的空白。仅县办的16个工厂，年产值4000多万元，税利760多万元，粮食产量由1962年的6000万斤增加到三亿两千多万斤，人均800斤，家家有余粮。兰考也由老缺粮县，到1976年，已上缴给国家3000万斤粮，100万斤皮棉，80万斤油料。

## 揭批查
1976年粉碎四人帮、文化大革命结束后，1977年在揭批查运动（揭发批判“四人帮”，清查“四人帮”帮派体系）中，中共河南省委第一书记刘建勋被停职，吴芝圃派系的戴苏理任中共河南省委书记，赵文甫升任主管政法的省委副书记，周化民升任中共商丘地委书记。兰考县被从开封地区划归商丘地区管辖。周化民清查张钦礼得到当时省委第一书记戴苏理和主管政法的省委副书记赵文甫的支持，两人负责河南的清查工作。1957年反右时赵文甫在兰考和张钦礼就有一场争论；在中央工作的杨贵确认最后给张钦礼定案的就是戴苏理。
文革八年，张钦礼和秦、周在兰考各支持对立的群众组织，双方斗争的实质，用张钦礼的话说：是捍卫和砍倒焦裕禄这面旗帜为焦点的两条路线的斗争。张钦礼的判决书上写：张犯在兰考捏造了一个所谓“两线一点”的反革命谬论，致使周化民遭到残酷迫害。张铁礼被周恩来解救后，无法完全控制他所支持的群众组织不批斗秦一飞、周化民，但这两人始终受到兰考支左部队的保护，从来也没有进过监狱，也没有遭受过软禁。
1977年11月13日，中共河南省委免去张钦礼开封地委书记兼兰考县委第一书记职务。1978年2月13日，河南省委决定批判张钦礼；2月28日，把已调到外地的张钦礼送交兰考人民批判。1978年10月16日，张钦礼在兰考县治黄淤灌水利工地上被逮捕。1978年11月21日，《河南日报》头版刊登新闻：“中共河南省委决定依法惩办反革命分子张钦礼。”其罪名是：“恶毒攻击中央领导”、“反党乱军，践踏社会主义法制”、“残酷迫害革命干部”、“擅自扒堤决口，破坏工农业生产”。
1979年12月24日，张钦礼被商丘地区中级人民法院判处有期徒刑13年。张钦礼不服上诉，河南省高级人民法院驳回上诉，维持原判，但改按煽动打砸抢迫害干部的性质定罪。因张钦礼一案和“卫焦司令部”组织所涉及的清查对象有四千多人，其中一百二十人判刑，其余或开除公职，或开除党籍。焦裕禄生前树立的四杆旗（村）干部的命运更惨，赵新贞被判刑十年，他在狱中得了“水肿病”，第十个年头才允许保外就医，出来就死了。双杨树的支部书记王发祥因“罪证”不足不能宣判，在隔离室审查十年，第十个年头死在隔离室。赵垛楼支部书记李运祥判刑六年，在狱中瘫痪，刑满出狱不久死亡。韩村的支部书记杨素兰闻讯逃跑，在外流浪了四年。
判决后，张钦礼从河南省郑州监狱转到河南省新安监狱服刑。1990年5月20日保外就医出狱。出狱后无党籍、无公职、无基本生活保障，靠儿女赡养。2004年5月7日张钦礼去世，5月13日火化，5月17日下葬时数以十万计的兰考县群众自发为其送行。

## 影视形象
2012年10月，电视剧《焦裕禄》在CCTV1播出，出现了一个以张钦礼为生活原型的正面人物：县委副书记张希孟。